# Giro dell'Appennino 2008
Il Giro dell'Appennino 2008, sessantanovesima edizione della corsa e valida come evento del circuito UCI Europe Tour 2008 categoria 1.1, fu disputata il 3 agosto 2008, per un percorso totale di 188,9 km. Fu vinta dall'italiano Alessandro Bertolini, al traguardo con il tempo di 4h45'36" alla media di 39,68 km/h.
Partenza con 159 ciclisti, dei quali 70 portarono a termine il percorso.

## Ordine d'arrivo (Top 10)
| Pos. | Corridore             | Squadra       | Tempo    |
| ---- | --------------------- | ------------- | -------- |
| 1    | Alessandro Bertolini  | Diquigiovanni | 4h45'36" |
| 2    | Eddy Ratti            | Nippo-Endeka  | s.t.     |
| 3    | Chris Froome          | Barloworld    | a 10"    |
| 4    | Miguel Ángel Rubiano  | C. Calzatura  | a 1'03"  |
| 5    | Sylwester Szmyd       | Lampre-N.G.C. | s.t.     |
| 6    | Christian Pfannberger | Barloworld    | s.t.     |
| 7    | Massimo Giunti        | Miche         | s.t.     |
| 8    | Santo Anzà            | Diquigiovanni | s.t.     |
| 9    | Massimiliano Gentili  | Acqua & Sap.  | a 1'04"  |
| 10   | Giampaolo Caruso      | Cer. Flaminia | s.t.     |